# Friedrich Hohbach
Friedrich Hohbach (* 23. Januar 1809 in Polsingen/Mittelfranken; † 6. Juli 1877 in München) war ein deutscher Zeichner, Lithograf, Maler und Hochschullehrer.

## Biografie
Friedrich Hohbach, Sohn eines Pfarrers, erhielt seinen ersten Zeichenunterricht in Nürnberg und studierte dann an der Königlichen Akademie der Bildenden Künste München. Nach dem Studienabschluss erhielt er eine Anstellung als Zeichenlehrer am Lehrerseminar zu Altdorf bei Nürnberg. Nach fast 14-jähriger Tätigkeit erhielt er 1847 die Berufung zum Professor an der Akademie in München. Nachdem er aus gesundheitlichen Gründen die Stelle aufgeben musste, war er als Maler und Lithograf tätig. Die meisten Bilder verkaufte er nach London und wurde von dort mit der Medaille der Kunst geehrt. Von ihm stammen auch die Lithografien zu der Malerischen Länderschau „Preußen, Brandenburg und Sachsen“, die im Kempten bei Tobias Dannheimer erschien.